# Ellenberg (Rhénanie-Palatinat)
Pour l’article homonyme, voir Ellenberg (Bade-Wurtemberg).
Ellenberg est une municipalité allemande située dans le land de Rhénanie-Palatinat et l'arrondissement de Birkenfeld.